# Чабанов Іван Миколайович
Іва́н Микола́йович Чаба́нов (нар. 15 жовтня 1923 — пом. 4 листопада 2001) — командир кулеметного розрахунку 108-го гвардійського стрілецького полку 36-ї гвардійської стрілецької дивізії, гвардії старший сержант, повний кавалер ордена Слави.

## Біографія
Іван Миколайович Чабанов народився 15 вересня 1923 року в селі Новопавлівка Первомайського району Миколаївської області в селянській родині. Українець. Після закінчення семирічки в селі Лиса Гора, навчався на курсах механізаторів. Працював трактористом в Бандурській МТС.
В роки Німецько-радянської війни перебував на окупованій території, брав активну участь у підпільному визвольному русі.
Після визволення Новопавлівки від німецьких загарбників був призваний до лав Червоної Армії і направлений в 36-у гвардійську стрілецьку дивізію 7-ї гвардійської армії 2-го Українського фронту. Став командиром кулеметного розрахунку. Брав участь у визволенні Миколаївської й Одеської областей, Молдови.
23 серпня 1944 року на лівому березі річки Прут в бою біля села Буда (Румунія) німецька піхота під прикриттям танків пішла в атаку. Гвардії старший сержант Чабанов зі своїм розрахунком вибрав вигідну позицію і вдарив зі свого «Максима», відсікаючи ворожу піхоту. Втративши кілька танків від вогню артилерії, німці відступили. В цей час радянські війська пішли в контратаку і на плечах відступаючого ворога увірвались до населеного пункту, сіючи паніку в обороні німців. Під прикриттям артилерії Прут було форсовано. За виявлену винахідливість і мужність при відсіканні піхоти від танків противника, забезпечення наступальних дій радянських воїнів та оволодіння важливим пунктом при форсуванні ріки, І. М. Чабанов був нагороджений орденом Слави 3-го ступеня.
Після закінчення Яссько-Кишинівської операції радянські війська в Карпатах, на кордоні Румунії і Угорщини вели запеклі бої. Німці, користуючись природними перешкодами, створили безліч укріплень. Особливо важкі бої зав'язались в районі міста Брецку (Румунія). Єдина дорога до міста вела через ущелину, яку перегородили німці. Рішенням командира 36-ї гвардійської стрілецької дивізії один полк, а саме 108-й гвардійський, було послано в обхід через гори. Проте під час спуску з гір 3 вересня 1944 року, ворог побачив наших солдат і пішов в контратаку. Полк був оточений. Під сильним мінометним вогнем ворога радянські воїни залягли. В цей час в секторі оборони розрахунку гвардії старшого сержанта Чабанова німці між деревами пішли в атаку. Короткими чергами кулеметники стримували наступаючих, аж допоки не закипіла вода в кожусі кулемета і не вибило корок. Тоді І. М. Чабанов переповз до кулемета сержанта Марчинського і з нього продовжував вогонь по ворогу. Німці не витримали і відступили. Наказом від 23 вересня гвардії старший сержант І. М. Чабанов нагороджений орденом Слави 2-го ступеня.
6 грудня 1944 року під час прориву ворожої оборони на підступах до Будапешта, Чабанов зі своїм розрахунком висунувся вперед і підтримував атаку стрілецького батальйону. При цьому знищив 3 кулеметних розрахунки ворога і понад 10 автоматників. 11 грудня під вогнем противника усунув несправність кулемета і знищив понад 10 гітлерівців. Указом Президії Верховної Ради СРСР від 28 квітня 1945 року гвардії старшого сержанта Чабанова І. М. нагороджено орденом Слави 1-го ступеня.
Брав участь в Параді Перемоги в Москві, на Червоній площі в червні 1945 року.
В 1949 році гвардії старшина Чабанов І. М. був демобілізований. Оселився в місті Туапсе Краснодарського краю. До виходу на пенсію працював начальником відділення пожежно-сторожової охорони на Північно-Кавказькій залізниці. Брав активну участь в патріотичному вихованні молоді.
В 1990 році взяв участь в ювілейному параді Перемоги.
Помер 4 листопада 2001 року.

## Нагороди
- орден Вітчизняної війни 1-го ступеня (06.04.1985 р.)
- орден Слави 1-го ступеня (28.04.1945 р. — № 70)
- орден Слави 2-го ступеня (23.09.1944 р. — № 4927)
- орден Слави 3-го ступеня (31.08.1944 р. — № 121223)
- медалі